# جون توماس بيكوك
جون توماس بيكوك (بالإنجليزية: John Thomas Peacock)‏ هو سياسي نيوزلندي، ولد في 1827 في أستراليا، وتوفي في 20 أكتوبر 1905 في نيوزيلندا. انتخب عضو مجلس النواب النيوزيلندي.